# Moncontour (Vienne)
 Moncontour  es una población y comuna francesa, situada en la región de Poitou-Charentes, departamento de Vienne, en el distrito de Châtellerault y cantón de Moncontour (Vienne).

## Demografía
| 1323 | 1171 | 1061 | 1036 | 929 | 980 |
| Para los censos de 1962 a 1999 la población legal corresponde a la población sin duplicidades (Fuente: INSEE [Consultar]) |      |      |      |     |     |